# Theresa-Sophie Bresch
Theresa-Sophie Bresch (* 24. Mai 1992) ist eine deutsche Einzelvoltigiererin des Pferdesportvereins Roseck, Unterjesingen e. V. in Tübingen und dreifache deutsche Meisterin sowie Europameisterin 2011 im Doppelvoltigieren.

## Sportliche Erfolge

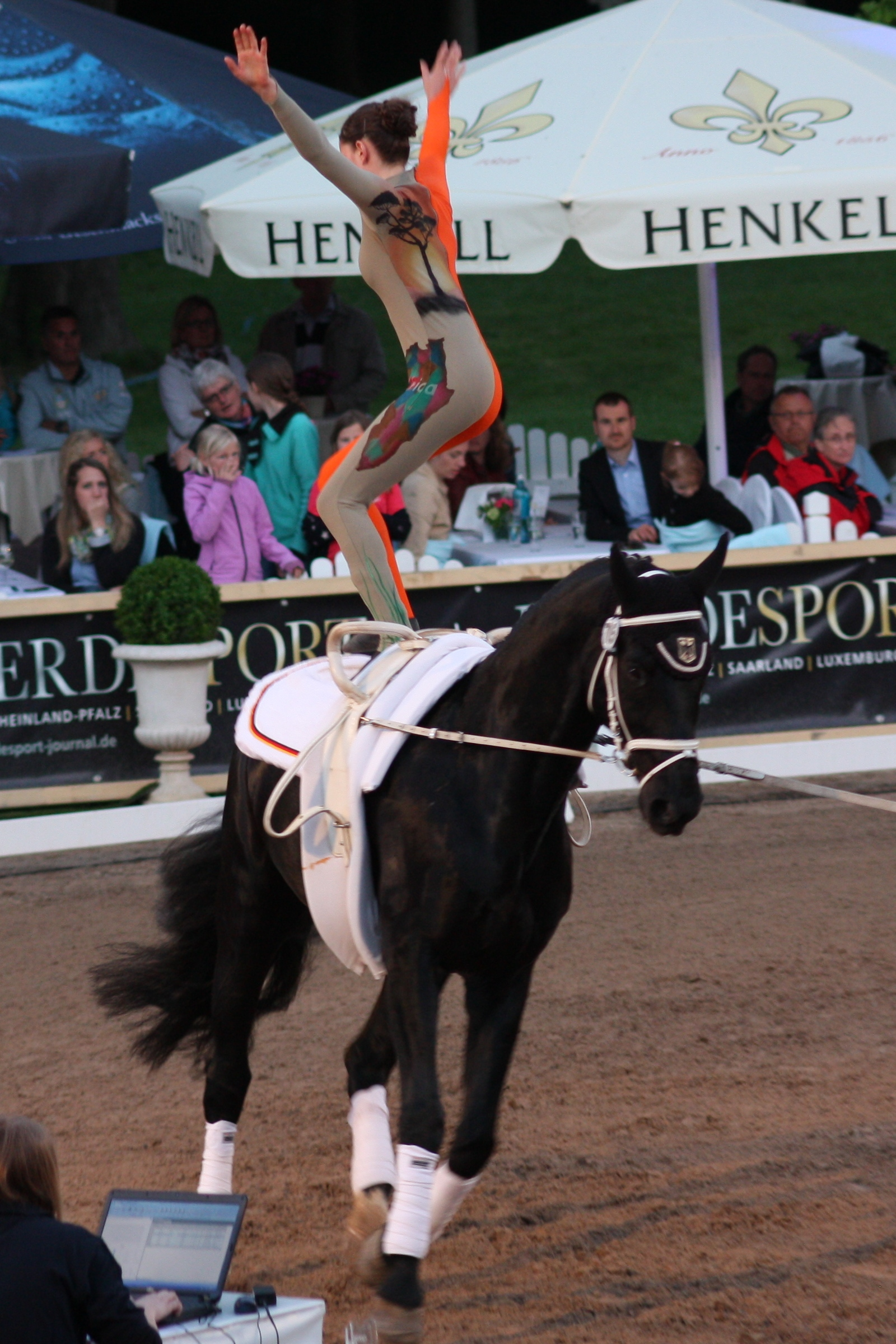
Auf dem Wiesbadener Pfingstturnier 2013

2010 gewann Bresch die deutsche Meisterschaft im Doppelvoltigieren Schlosbachhof in Leipzig zusammen mit ihrem Vereinskameraden Daniel Rein und erreichte mit ihm den 4. Platz bei den Europameisterschaften. Ein Jahr später gewann sie die deutsche Meisterschaft im Doppelvoltigieren in der Thiedemann-Halle in Elmshorn zusammen mit Torben Jacobs, der für Reitsport Ganderkesee startet und siegte zusammen mit ihm auch beim CHIO in Aachen.
2011 erturnte sie mit dem Thema Schwanensee auf der Europameisterschaft in Le Mans zusammen mit dem ebenfalls deutschen Einzelvoltigierer Torben Jacobs auf dem Pferd Cyrano die Goldmedaille im Pas-De-Deux. Im selben Jahr wurde Bresch außerdem Landesmeisterin im Einzelvoltigieren in Baden-Württemberg und 5. der deutschen Meisterschaft.
In den Jahren 2016 und 2017 gewannen Bresch und Jacobs die deutschen Meisterschaften im Doppelvoltigieren.

## Berufliches
Nach ihrem Abitur studiert Theresa-Sophie Bresch seit dem Wintersemester 2011/12 Sportwissenschaften mit dem Profil „Gesundheitsförderung“ auf Bachelor an der Universität Tübingen.